# Casuariiformes
Casuariiformes este un ordin de păsări mari care nu zboară⁠(d) și care are patru membri supraviețuitori: cele trei specii de cazuari și singura specie rămasă de emu. Acestea sunt împărțite fie într-o singură familie, Casuariidae, fie, mai tipic, în două, cu emu despărțindu-se în propria familie, Dromaiidae.
Toți cei patru membri în viață sunt originari din Australia, Noua Guinee, dar unii taxoni posibil dispăruți au apărut în alte zone terestre.

## Taxonomie
Casuariiformes (Sclater, 1880) Forbes 1884
- ?†Diogenornis - Alvarenga, 1983 (Paleocenul din Brazilia)
  - †Diogenornis fragilis Alvarenga, 1983
- Casuariidae Kaup, 1847
  - †Emuarius Boles, 1992 (Oligocen târziu – Miocen târziu)
    - †Emuarius gidju (Patterson & Rich 1987) Boles, 1992
    - †Emuarius guljaruba Boles, 2001

  - Casuarius (Linnaeus 1758) Brisson, 1760
    - †Casuarius lydekkeri Rothschild, 1911
    - Casuarius casuarius (Linnaeus, 1758) Brisson, 1760
    - Casuarius unappendiculatus Blyth 1860
    - Casuarius bennetti Gould, 1857
- Dromaiidae Huxley, 1868
  - Dromaius Vieillot, 1816 (Miocen mijlociu – recent)
    - †Dromaius arleyekweke Yates & Worthy, 2019
    - †Dromaius ocypus Miller, 1963
    - Dromaius novaehollandiae (Latham, 1790) Vieillot 1816
      - †D. n. minor Spencer, 1906
      - †D. n. baudinianus Parker, 1984
      - †D. n. diemenensis (Jennings, 1827) Le Souef, 1907
      - D. n. novaehollandiae (Latham, 1790)